# روكيت ليغ سايدسوايب
روكيت ليغ سايدسوايب (بالإنجليزية: Rocket League Sideswipe)‏ هي لعبة فيديو كرة قدم للسيارات من تطوير ونشر بسايونيكس، صدرت في نوفمبر 2021 وتعمل على أجهزة أندرويد وآي أو إس. إنها نسخة ثانية بعد روكيت ليغ مخصصة للهواتف الذكية أصدرتها بسايونيكس بسبب عدم استجواب اللعبة السابقة لأصحاب الهواتف.
وقد تجاوزت اللعبة خمسة ملايين عملية تنزيل من جوجل بلاي.

## أسلوب اللعب
ينغمس اللاعب في اللعبة باستخدام أدوات التحكم باللمس البديهية. عليه وضع الكرة في شبكة خصمه ، وسيحاول الخصم التسجيل أيضًا. يمكن الضغط على التعزيزات للذهاب بشكل أسرع، أو استخدمها للنزول من الأرض وفي الهواء للقيام ببعض المناورات الخطيرة في الهواء مما يترك الخصم في حالة من الرهبة. تستغرق المباريات دقيقتين فقط، يمكن اللعب مع الأصدقاء أيضا واللعب في المباريات التنافسية عبر الإنترنت مع لاعبين من جميع أنحاء العالم. سيعطي فرصة الصعود إلى الرتب التنافسية وكسر لوحة المتصدرين في جميع أنحاء العالم.
تتميز اللعبة أيضًا بالمواسم التنافسية. يمكن للاعب الإرتقاء بأعلى مستوى ممكن في الأوضاع التنافسية كل موسم وكسب ألقاب اللاعب بناءً على الترتيب بمجرد انتهاء الموسم. بالإضافة إلى وضعي 1v1 و 2v2 في soccar (كرة القدم مع السيارات). تعطي إمكانية التواصل مع الزملاء في الفريق والخصم باستخدام ملصقات الدردشة السريعة. بالإضافة إلى ذلك، يمكن اللعب في الطور الحر والمباريات غير المتصلة بالإنترنت والبرامج التعليمية.

## ردود الفعل
حصلت اللعبة على مجموع تقييم 88/100 من مجمع المراجعة ميتاكريتيك.
حصلت اللعبة على مجموع تقييم 16/20 من مجمع المراجعة جو فيديو. وقالت عن إيجابيات اللعبة ″شعور قريب جدًا من اللعبة الأصلية، التعامل الفوري تقريبا، لعبة جوية، تعمل بشكل جيد، متعددة اللاعبين فعالة″ أما عن السلبيات ″عدد لا بأس به من الساحات في الوقت الحالي، إمكانية الوصول التي قد تؤخر أكثر اللاعبين خبرة في اللعبة الأصلية".